# Bartolomeo Riva
Bartolomeo (Bortolo) Riva (Castel Goffredo, 1804 – Castel Goffredo, 1865) è stato un imprenditore e medico italiano.

## Biografia
Fu l'esponente più importante della nobile famiglia Riva, anticamente de Rippis o de Rippa, di Castel Goffredo (originaria del Milanese),  presente in città già alla fine del Cinquecento, i cui componenti occuparono posti di rilievo nella vita politica della città, ricordati anche per opere umanitarie.
Laureato in medicina, fu proprietario di un'importante azienda agricola di famiglia a sud del centro abitato e del Palazzo Riva nel quale, intorno al 1840, in alcuni locali, iniziò la coltura del baco da seta su scala industriale, sul modello francese della bigattaia di Camille Beauvais. Questa iniziativa, in competizione con quella iniziata nello stesso periodo da Giuseppe Acerbi, fu l'embrione del futuro distretto tessile, che ha reso Castel Goffredo famosa nel mondo come la “città della calza”.

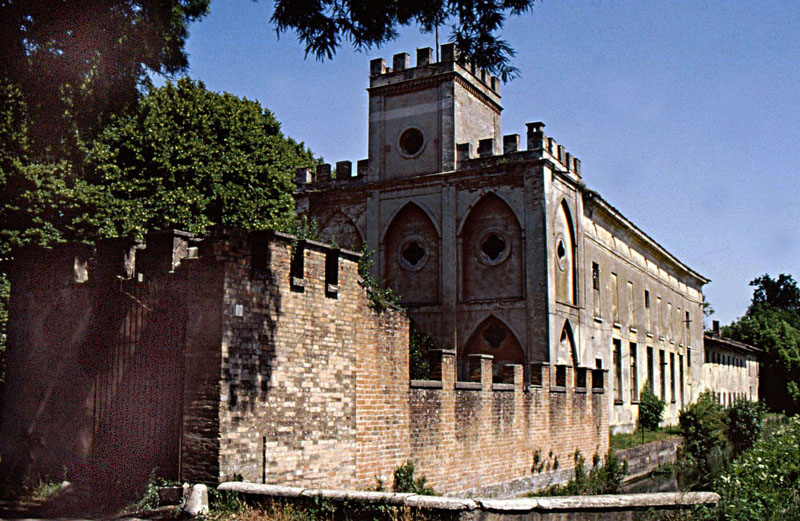
Castel Goffredo, Palazzo Riva in campagna nel 1990

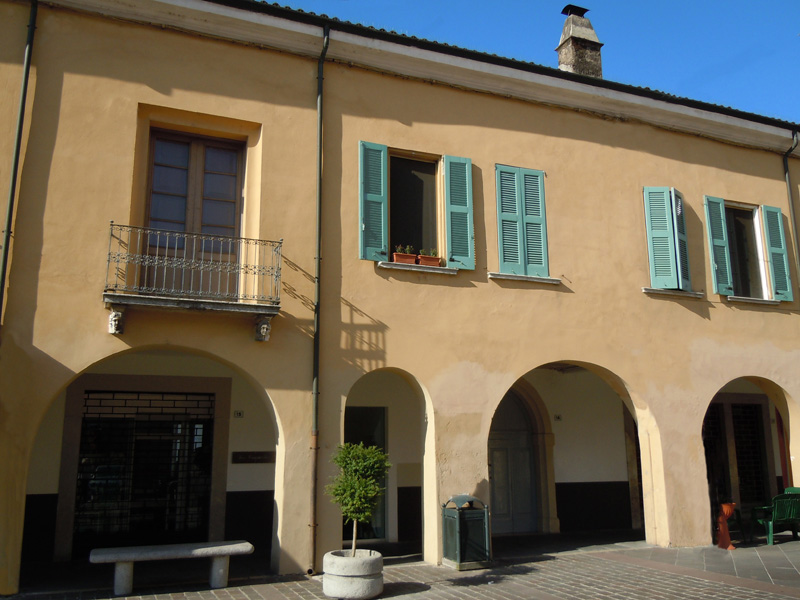
Castel Goffredo, Palazzo Riva in città

Nella prima metà dell'Ottocento Bartolomeo Riva ricoprì la carica di podestà di Castel Goffredo.
Nel 1831 si distinse per aver messo a disposizione la sua residenza, adibendola a lazzaretto, qualora il flagello del colera avesse colpito la popolazione castellana.
Nel suo palazzo in città, posto in Piazza Mazzini a Castel Goffredo, nel 30 maggio 1848, nei giorni precedenti la battaglia di Goito, accolse Vittorio Emanuele II, futuro re d'Italia.
Morì nel 1865 e fu tumulato nella tomba di famiglia nel cimitero di Castel Goffredo.

## Discendenza
Bartolomeo ebbe un figlio, Carlo Giuseppe Luigi Riva nato nel 1831, colonnello di cavalleria nell'esercito francese dal 1857 al 1885.